# (11554) Asios
(11554) Asios (1993 BZ12) – planetoida z grupy trojańczyków okrążająca Słońce w ciągu 11,94 lat w średniej odległości 5,22 j.a. Odkryta 22 stycznia 1993 roku.